# مرغ دندان‌استخوانی
مرغ دندان‌استخوانی (نام علمی: Osteodontornis) نام یک سرده از تیره دندان‌واره‌داران است.